# Famille Du Vivier
La  famille Du Vivier ou Du Vivier de Streel était une famille noble originaire de la région de Liège.

## Historique
En 1720, l'empereur Charles VI accorde à Jean-François Du Vivier un titre de noblesse héréditaire et une autorisation pour utiliser la particule du son nom. L'autorisation est enregistré par le Conseil privé de Liège.

## Généalogie
- Jean-François Du Vivier
  - Gilles François, chevalier du Saint-Empire, seigneur de Voroux et d'Horpmal, marié à Catherine Jaz’maerl de Montfort, sans postérité
  - Jacques Du Vivier
    - Jean-Pierre-Lambert Du Vivier (né en 1732), capitaine-lieutenant au service de S. M. Britannique, bourgmestre de Ciney, marié à Marie-Françoise Thys.
      - Louis Du Vivier (1771-1818), seigneur de Streel marié à Marie-Thérèse Renoz (1774-1861). Il était imprimeur et libraire.
        - Charles Du Vivier (1799-1863)
        - Louis-Antoine Du Vivier (né en 1798) marié à Anne-Marie Coclers (1806-1861).
          - Louis Du Vivier (1823-1881).
          - Jules Du Vivier (1826-1865).

## Charles Du Vivier
Charles-Ernest-Emmanuel Du Vivier de Streel, né à Liège le 5 novembre 1799 et mort le 1er février 1863 , fut ordonné prêtre dans le diocèse de Liège en 1823, professeur de grammaire au petit séminaire de Liège et curé de l'église Saint-Jean l'Évangéliste à Liège. En 1834, il fut également pasteur de cette paroisse. En 1841, son titre de noblesse est reconnu et, le 18 janvier 1859, il reçoit de Léopold Ier le titre de chevalier, réversible à ses neveux (Louis et Jules) par droit de progéniture. 
Du Vivier fut également actif politiquement. En 1823, il fonde un journal anti-gouvernemental Le Conservateur belge. En 1830, il fait partie des insurgés liégeois et participe aux batailles dans le quartier de Sainte-Walburge pendant les jours de septembre. Pour cela, il a reçu la croix de fer en 1835.
À la suite du chanteur populaire parisien Pierre-Jean de Béranger, il écrit des poèmes folkloriques. Le plus célèbre est Li Pantalon trawé (1838-1839). Il y exprimait les sentiments d'un homme du peuple résigné, entraîné dans la tourmente de la guerre en tant que soldat de  Napoléon puis du royaume uni des Pays-Bas qu'il finira par déserter. À la fin de la chanson, il monte à Bruxelles à la révolution belge et se bat comme un lion. Mais, plus tard, il fustige ceux qui ont pris le pouvoir dans la toute jeune Belgique, et qui n'ont prévu aucune pension pour les combattants de la révolution anti-néerlandaise.
Il publia d'autres poèmes:
- Quelques chansons wallonnes par l'auteur du Pantalon trawé.
- Poésies wallonnes par l'auteur du Pantalon trawé (1842).

Il écrivait des fables en wallon imitant les fables de La Fontaine.
Il devient ainsi l'un des pionniers de la renaissance du wallon et le confirme également en 1856 comme cofondateur de la Société de littérature wallonne, même s'il n'est pas toujours d'accord avec le mode d'écriture proposé par cette association.
Il s'intéresse également à la lexicologie et à l'archéologie. Il a été vice-président de l'Institut archéologique liégeois. 
Il a publié plusieurs ouvrages pédagogiques. Son Syllabaire chrétien a atteint un tirage de plus de 500 000 exemplaires.

## Louis Du Vivier
Louis-Henri-Joseph Du Vivier, né à Liège le 14 janvier 1823 et mort à Bruxelles le 20 décembre 1881 , était un fonctionnaire du ministère des Travaux Publics. Il épouse Flore Anrys de la Mouillerie (1827-1856) en 1854 à Ixelles. Le couple meurt sans enfant. En 1863, il hérite de son oncle Charles du titre de chevalier. À sa mort, en 1881, la famille Du Vivier s'éteint .

## Jules Du Vivier
Jules Louis Joseph de Vivier, né à Liège le 24 février 1826 et mort à Malines le 13 décembre 1865 , est employé aux chemins de fer Belges. Il reste célibataire. En 1863, il hérite de son oncle Charles du titre de chevalier.